# Frank the Baptist
Frank the Baptist ist eine US-amerikanische Rockband aus dem kalifornischen San Diego, die in den späten 1990er-Jahren von Frontmann Frank Vollmann gegründet wurde.

## Geschichte
Frank the Baptist ist eine amerikanische Band um den Frontman Frank Vollmann, zu der derzeit außerdem Gerrit Hassler (Gitarre), Julio Cardador (Bass) und Salomon Bosse (Schlagzeug) gehören. Ihr vielseitiger Sound enthält Elemente von Psychedelia, Rock ’n’ Roll und Grunge, Americana und Gothic sowie Batcave und Glamrock.
1997 wurde die Band in San Diego gegründet und erlangte Bekanntheit in der kalifornischen Death-Rock-Szene. Nachdem sie 1999 und 2000 bereits zwei EPs im Eigenvertrieb veröffentlicht hatte, wurde das neugegründete österreichische Label Strobelight Records auf sie aufmerksam. Dort erschien 2003 das offizielle Debütalbum, Different Degrees of Empty. Es erhielt gute Kritiken. Thomas Thyssen bezeichnete die Platte in der Zeitschrift Sonic Seducer als „Hammerscheibe“.
2004 folgte das zweite Album Beggars Would Ride. Zu diesem Anlass unternahm die Band ihre erste Europa-Tournee. Im Mai 2005 spielte die Band beim Musikfestival Wave-Gotik-Treffen.
Frank Vollmann zog 2006 nach Berlin, wo er sich mit Fez Wrecker (Bonniwell Music Machine, The Fuzztones) und Benn Ra (Hatesex, Diva Destruction) zusammentat, die beide bereits 1997–1998 am Projekt Frank the Baptist mitgewirkt hatten. Der Berliner Phanthomas komplettierte als Schlagzeuger die neue Besetzung, die ihr erstes Konzert 2006 in der Leipziger Villa gab.
Im November 2006 nahm die Band im Studio Wong in Berlin-Kreuzberg das dritte Album The New Colossus auf, das 2007 veröffentlicht wurde. Ab 2008 war Justin Stephens (anstelle von Benn Ra) Bassist der Band.
Nach weiteren Änderungen in der Besetzung und sechs Jahren ohne Veröffentlichung erschien am 20. April 2015 der Longplayer As the Camp Burns mit elf neuen Songs, die im Gegensatz zu den früheren Alben mehr Rock-Anteile aufweisen.
Frank the Baptist traten mit Bands wie Chameleons Vox, In Extremo und Clan of Xymox auf. Sie steuerten Tracks zu verschiedenen Kompilationen wie Pagan Love Songs 1–3 und New Dark Age 1–4 bei.

## Diskografie

### EPs
- 1999: Frank the Baptist (Eigenvertrieb)
- 2000: Lighthouse Libretto (Eigenvertrieb)
- 2018: Angry Kids of Jealous Gods (Eigenvertrieb)

### Alben
- 2003: Different Degrees of Empty (Strobelight Records)
- 2004: Beggars Would Ride (Strobelight Records)
- 2007: The New Colossus (Strobelight Records)
- 2015: As the Camp Burns (Membrane Records)
- 2019: Road Omen (Alice In...)